# بطولة العالم للاسكواش سيدات 2017
قالب:معلومات بطولة إسكواش
بطولة العالم للاسكواش سيدات 2017 هي بطولة العالم للاسكواش في فئة السيدات تقام في الفترة من 8 إلى 17 ديسمبر 2017 في مانشستر بإنجلترا.
للمرة الثانية في التاريخ، أقيمت بطولة العالم الفردية للرجال والنساء في نفس الوقت بعد بطولة العالم للاسكواش سيدات 2011 في روتردام. ويبلغ رصيد الجائزة القياسية 279 ألف دولار، وللمرة الأولى حصل فائزان من الفئتين رجال ونساء على نفس المبلغ الذي يبلغ 45600 دولار.
تُجرى الجولات الأولى في المركز الوطني للاسكواش، قبل انطلاق البطولة في مجمع مانشستر سنترال للمؤتمرات من الدور ربع النهائي.

## الجائزة والنقاط
في عام 2017، تبلغ قيمة الجائزة 279 000 $. يتم توزيع النقاط حسب الجدول التالي:
| المبارة         | V        | F        | DF       | QF      | 2T      | 1T      |
| نقاط (بي إس أي) | 2890     | 1900     | 1150     | 700     | 410     | 205     |
| الجائزة         | 45 600 $ | 28 500 $ | 17 100 $ | 9 975 $ | 5 700 $ | 3 323 $ |

## قائمة الترتيب
- رنيم الوليلي (بطلة المسابقة)
- نور الشربيني (النهائي)
- كاميل سيرم (نصف النهائي)
- لاورا مسارو (الدور الثاني)
- نوران جوهر (ربع النهائي)
- نيكول دايفيد (ربع النهائي)
- سارة جين بيري (الدور الثاني)
- نور الطيب (نصف النهائي)
- جويل كينغ (نصف النهائي)
- أليسون واترس (الدور الثاني)
- آني إيه يو (الدور الثاني)
- Emily Whitlock (الدور الأول)
- أوليفيا بلاتشفورد (الدور الثاني)
- Joshna Chinappa (الدور الأول)
- Victoria Lust (الدور الثاني)
- Tesni Evans (ربع النهائي)